# Kristina Abrahamsdotter

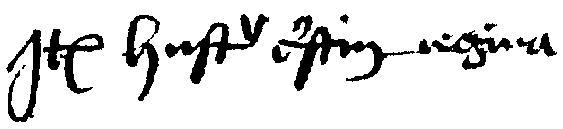
Kristinino jméno v dokumentu, který ji uznává královnou.

Kristina Abrahamsdotter (1432–1492), finsky Kristiina Abrahamintytär, byla finská šlechtična a krátce také švédská královna jako třetí manželka Karla VIII.

## Biografie
Christina Abrahamsdotter byla zřejmě dcerou Abrahama Pederssono, governéra Raseborgu, ačkoliv to není potvrzeno. S bývalým švédským králem Karlem se poznali během jeho exilu ve Finsku v letech 1457–1464. Když se Karel vrátil v roce 1464 do Švédska a znovu získal trůn, následovala ho tam coby jeho milenka. V roce 1465 se jim narodil syn Karel.
V roce 1470, během posledního roku svého života, se s ní Karel oženil. Stala se tak královnou a jejich syn byl legitimizován. Přesné datum sňatku není známé, obvykle se uvádí, že se tak stalo až na Karlově smrtelné posteli. Kristina se tak stala královnou vdovou.
Jejich syn, ačkoliv nyní legitimní, byl příliš mladý, aby mohl hrát nějakou politickou roli a byl brzy odstaven od trůnu. Ačkoliv Kristina byla uznána jako královna, švédská vláda princi Karlovi neumožnila stát se otcovým následníkem. Regentem Švédska se stal Sten Sture. Sama Kristina žila po Karlově smrti tichý život.

## Potomstvo
- Anna Karlsdotter (Bonde)
- Karel Bonde (Karlsson) (1465 – 1488)